# アマテラス (パチンコホール)
アマテラスは、横浜市保土ケ谷区の小規模パチンコ・パチスロホールである。
相鉄本線・相鉄新横浜線西谷駅至近、住宅街動線上の商店街、『大六天通り』にある。